# Cirial

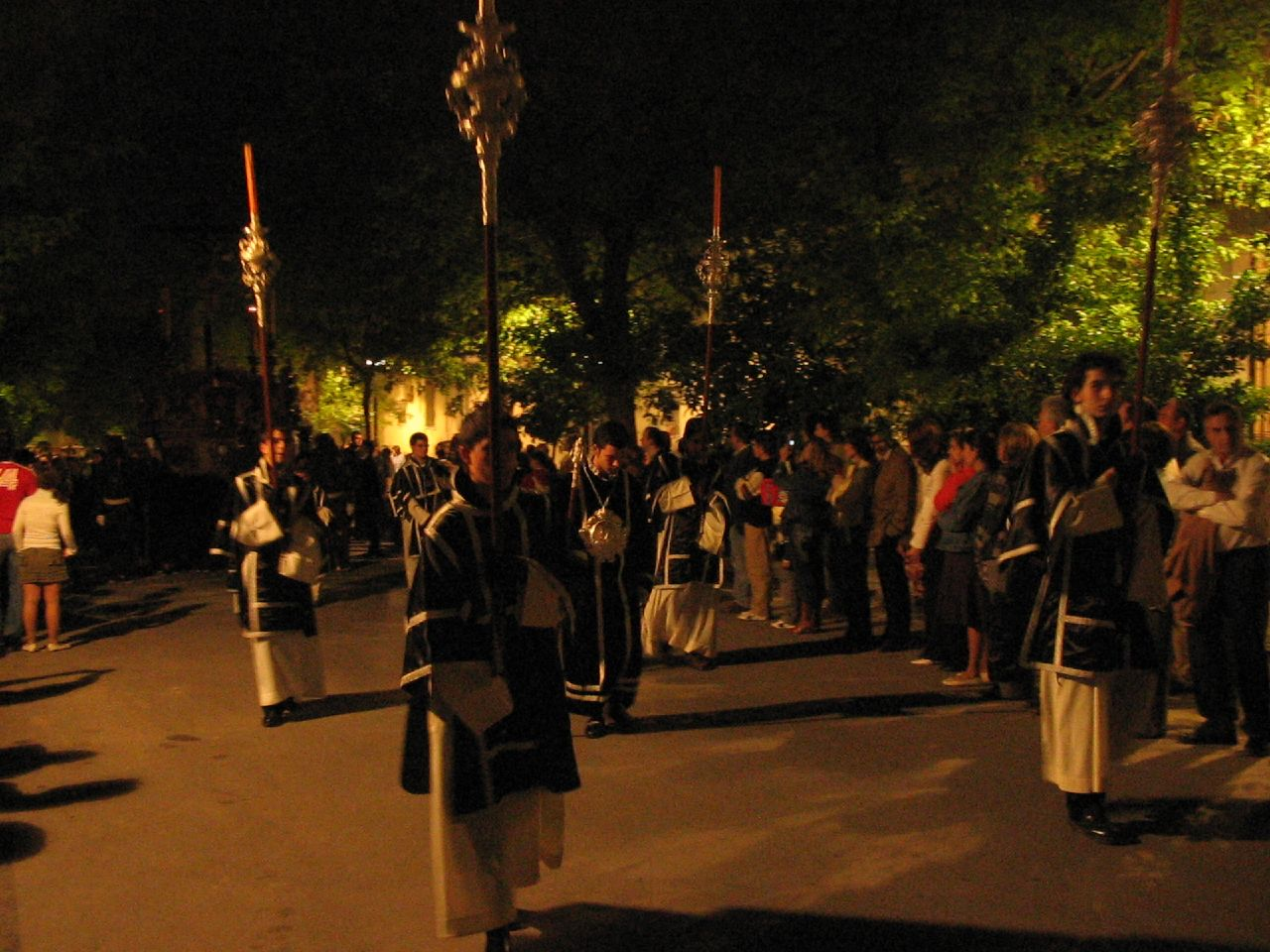
Cirials de la Hermandad del Silencio de Jaén

Entre els objectes de culte de la religió catòlica un cirial és un candeler llarg sense peu que porta un escolà o un acòlit ceroferari.
La seva forma típica és la d'una barra llarga de fusta, de l'alçària aproximada d'una persona adulta, i al capdamunt un portaciris metàl·lic més o menys elaborat.
Per a portar un cirial es necessiten les dues mans.
El cirials van en parelles al cap d'una processó o als costats de la creu processional.